# Arimataia
Arimataia omnämns i Nya Testamentet som hemort för Josef från Arimataia, den man som av Pontius Pilatus fick tillstånd att begrava Jesu kropp. Arimataia tros ha legat omkring 3 mil nordväst om Jerusalem, nära nutida staden Rantis.

## Personer i Bibeln från Arimataia
- Josef från Arimataia